# Ровелласка
Ровелласка (итал. Rovellasca) — коммуна в Италии, располагается в регионе Ломбардия, подчиняется административному центру Комо.
Население составляет 6721 человек (на 2004 г.), плотность населения составляет 2092 чел./км². Занимает площадь 3 км². Почтовый индекс — 22069. Телефонный код — 02.
Покровителями коммуны почитаются святые апостолы Пётр и Павел, празднование 29 июня.